# Kambodża na Letnich Igrzyskach Olimpijskich 2020
Kambodża na Letnich Igrzyskach Olimpijskich 2020 – występ kadry sportowców reprezentujących Kambodżę na igrzyskach olimpijskich, które odbyły się w Tokio w Japonii, w dniach 23 lipca – 8 sierpnia 2021 roku.
Reprezentacja Kambodży liczyła troje zawodników – dwóch mężczyzn i jedną kobietę, którzy wystąpili w 2 dyscyplinach.
Był to dziesiąty start tego kraju na letnich igrzyskach olimpijskich.

## Reprezentanci

### Lekkoatletyka
| Zawodnik   | Konkurencja            | Eliminacje | Eliminacje | Runda 1 | Runda 1 | Półfinał | Półfinał | Finał | Finał   |
| Zawodnik   | Konkurencja            | Czas       | Miejsce    | Czas    | Miejsce | Czas     | Miejsce  | Czas  | Miejsce |
| ---------- | ---------------------- | ---------- | ---------- | ------- | ------- | -------- | -------- | ----- | ------- |
| Pen Sokong | Bieg na 100 m mężczyzn | 11,02      | 18.        | NQ      | NQ      | NQ       | NQ       | NQ    | NQ      |

### Pływanie
Mężczyźni
| Zawodnik | Konkurencja       | Eliminacje | Eliminacje | Półfinał | Półfinał | Finał | Finał   |
| Zawodnik | Konkurencja       | Czas       | Miejsce    | Czas     | Miejsce  | Czas  | Miejsce |
| -------- | ----------------- | ---------- | ---------- | -------- | -------- | ----- | ------- |
| Puch Hem | 50 m st. dowolnym | 24,91      | 52.        | NQ       | NQ       | NQ    | NQ      |

Kobiety
| Zawodniczka          | Konkurencja       | Eliminacje | Eliminacje | Półfinał | Półfinał | Finał | Finał   |
| Zawodniczka          | Konkurencja       | Czas       | Miejsce    | Czas     | Miejsce  | Czas  | Miejsce |
| -------------------- | ----------------- | ---------- | ---------- | -------- | -------- | ----- | ------- |
| Bunpichmorakat Kheun | 50 m st. dowolnym | 29,42      | 65.        | NQ       | NQ       | NQ    | NQ      |